# Fosinopril
Fosinoprilul este un medicament antihipertensiv, fiind utilizat în tratamentul hipertensiunii arteriale și a insuficienței cardiace congestive. Acționează ca inhibitor al enzimei de conversie a angiotensinei (IECA). Calea de administrare disponibilă este cea orală.
Benazeprilul a fost brevetat în 1980 și a fost aprobat pentru uz medical în 1991.